# رو ارابه‌ران
رو ارابه‌ران یک ستاره است که در صورت فلکی ارابه‌ران قرار دارد.